# San Miguel (Spaans bier)
San Miguel is een Spaans bier dat gebrouwen wordt door de Grupo Mahou-San Miguel.

## Geschiedenis
Het bier San Miguel ontstaat in 1890 in Manilla, in een wijk die toen die naam droeg (later Cebú genoemd). Door de jaren heen wordt dit het meest verkochte bier in Zuidoost-Azië.
Vanaf 1946 probeert de brouwer voet aan wal te krijgen in Spanje en in 1953 wordt er een brouwerij geopend in Lerida. Al in 1957 besluit het moederbedrijf deze brouwerij echter af te stoten en vanaf dat moment gaan de twee bedrijven elk hun eigen weg. San Miguel als zelfstandig Spaans biermerk is geboren en in datzelfde jaar komen de eerste flessen San Miguel Especial, een lager, uit de fabriek. Ook opent het bedrijf twee extra brouwerijen.

## Varianten

### San Miguel Especial
San Miguel Especial vormt de kern van het  assortiment. Het is een goud-gele lager met een alcoholpercentage van 5,4%. Het bier heeft een frisse, licht bittere smaak. Van alle Spaanse bieren wordt deze het meest geëxporteerd.

### San Miguel Selecta XV
Selecta XV is een amber bier met een alcoholpercentage van 6,2% dat speciaal ontwikkeld is voor kenners en fijnproevers, vanuit de oudere variant San Miguel Nostrum. Het bier krijgt zijn smaak omdat het langer te rijpen wordt gelegd en omdat het bereid wordt van een selectie van 3 Centraal-Europese hopsoorten en 3 moutsoorten (pilsmout, "selecta"-mout voor zoete, fruitige tonen, en een donkere soort met een geroosterde smaak)

### San Miguel 1516
San Miguel 1516 is een blonde lager, gebrouwen volgens het Reinheitsgebot (vandaar de naam: het Reinheitsgebot is in 1516 uitgevaardigd), met een alcoholpercentage van 4,2%. Het is een licht bitter bier met een hint van drop. In 2011 heeft dit bier de World Beer Award voor beste lager pilsner gewonnen.

### San Miguel ECO
San Miguel ECO is het eerste 'ecologische' bier van Spanje, dat alleen wordt bereid uit grondstoffen afkomstig uit de ecologische landbouw, maar met de authentieke smaak van San Miguel Especial.

### San Miguel 0,0%
Zoals de naam al doet vermoeden is San Miguel 0,0% een alcoholvrij bier. Het was in 2001 het eerste Spaanse alcoholvrije bier. Het is ook verkrijgbaar in de varianten San Miguel 0,0% Manzana (met appelsap) en San Miguel 0,0% Limón (met citroensap).